# Olenhusen

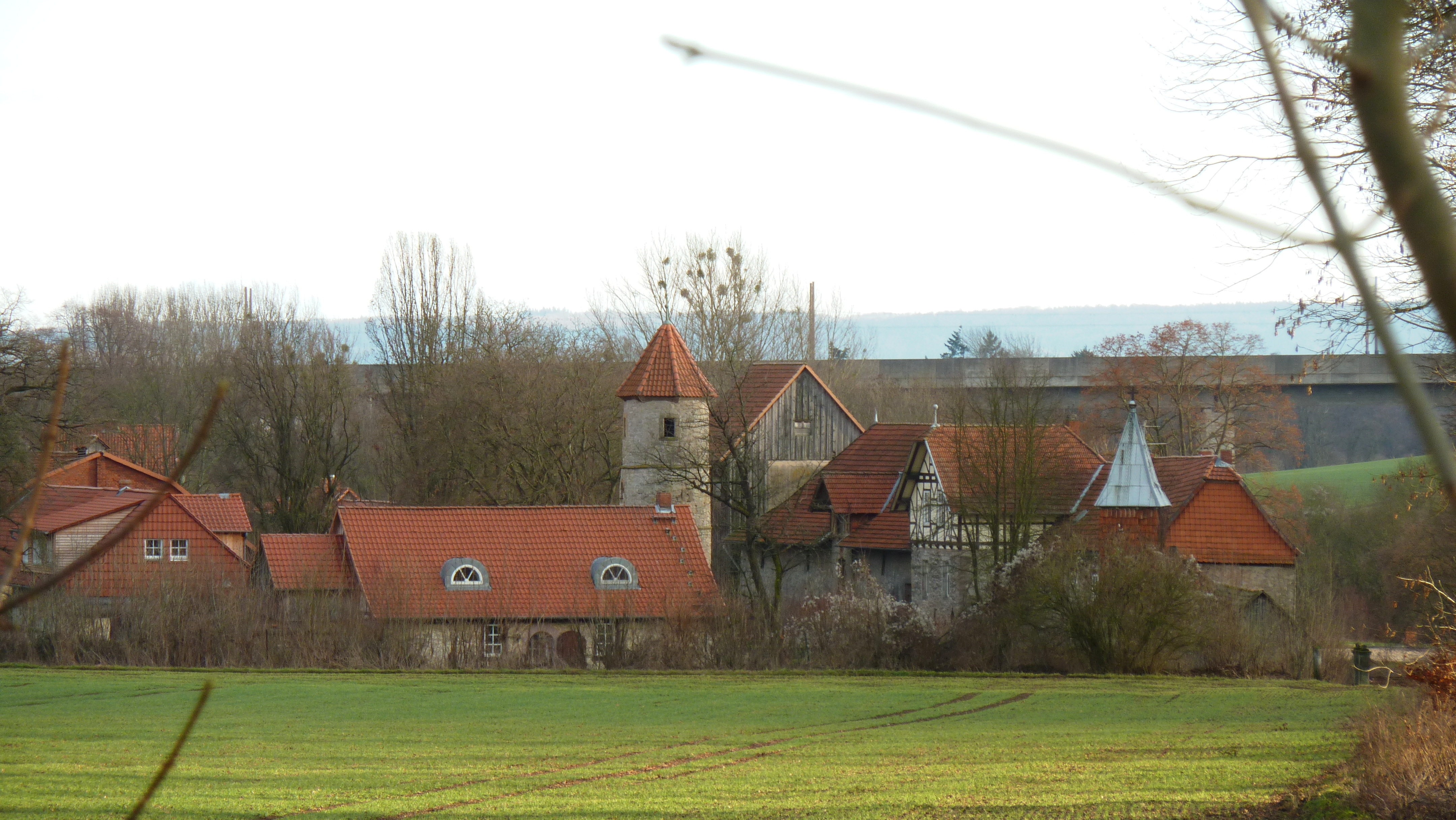
Gutshof Olenhusen von Westen

Olenhusen ist ein Ortsteil von Settmarshausen, Gemeinde Rosdorf, in Südniedersachsen. Er besteht überwiegend aus der Gutsanlage Olenhusen, einem ehemals befestigten ländlichen Adelssitz der nach ihm benannten Familie Götz von Olenhusen.

## Geographische Lage
Olenhusen liegt im Tal des Grundbaches an der Einmündung der Lohbeke auf etwa 200 m ü. NN. Die Gutsgebäude liegen zwischen dem Grundbach und der Kreisstraße 34 von Rosdorf nach Settmarshausen, nördlich der Straße liegen einige weitere Gebäude des Ortsteils. Nachbarorte sind Tiefenbrunn im Südosten, Settmarshausen im Westen und Groß Ellershausen im Norden.

## Geschichte
Die erste schriftliche Erwähnung des Ortes „Olenhus“ aus der Zeit zwischen 826 und 876 ist in den Traditiones Corbeienses überliefert, eine weitere aus der Zeit zwischen 976 und 979 unter dem Namen „Olonhusun“. Der Ortsname geht auf den Personennamen Olo in Verbindung mit der häufigen Endung -hausen zurück. Eine Zuordnung zu einem Heerführer namens Olo des Frankenkönigs Chlothar I. auf dessen Sachsenzügen im 6. Jahrhundert, dem Chlothar das von ihm gegründete Dorf geschenkt habe, kann nur als Vermutung angesehen werden. Andere Autoren geben eine Erwähnung im Jahr 1318 als Ersterwähnung an, als Herzog Otto der Milde sechs Hufen Land in Olenh(usen) an Gunter von Boventen verlehnte. Auch 1403 haben die Herren von Boventen den Besitz an dem hove tzu Olenhusen und syner tzubehoringe.
In einer Urkunde vom 17. Mai 1414 gestatten Hans von Boventen und seine drei Söhne Borchard, Heinrich und Gunter der Stadt Göttingen den Bau einer steinernen Warte auf seinem Land oberhalb des Hofes zu Oylenhusen. Die Warte stand am Wartberg etwa 800 Meter nördlich von Olenhusen, wo die ehemalige Heer- und Handelsstraße von Göttingen nach Münden verlief, und war in das System der Göttinger Landwehr einbezogen.

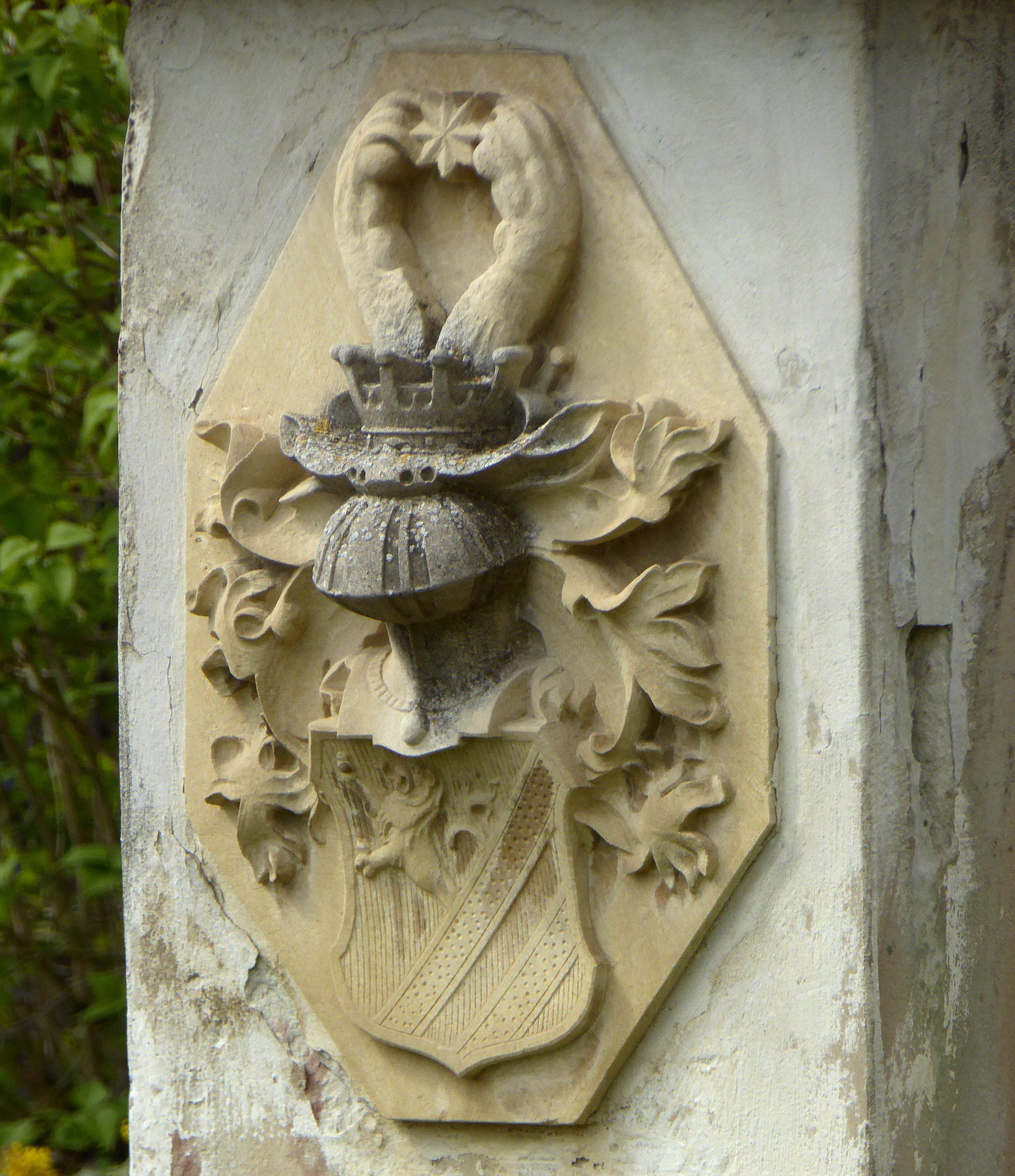
Wappen der Familie von Olenhusen am Tor zum Gutshof

Ein Vergleich des Umfangs der Ländereien des späteren Gutshofes von etwa 20 Hufen Feldflur und 8,5 Hufen Wald im Jahr 1850 mit den erwähnten 6 Hufen des Hofes der Herren von Boventen könnte ebenso wie der Ortsname darauf hindeuten, dass Olenhusen ursprünglich nicht nur aus einem großen Hof bestand, sondern ein Dorf mit mehreren Höfen war, deren Ländereien erst später zu einem unbekannten Zeitpunkt in den erwähnten Hof eingegliedert wurden. Olenhusen wird daher manchmal wie auch andere Dörfer, die in einem Gut oder Kloster aufgingen, als partielle Ortswüstung bezeichnet. Der letzte Herr von Boventen, Ludwig, verkaufte seinen Lehnsbesitz mit den Vogteirechten in Olenhusen 1578 an Joachim Götz, einem Gefolgsmann Herzog Erichs des Jüngeren. Ihm wurde am 13. Juli 1591 durch Kaiser Rudolf II. der erbliche Adel unter dem Namen Götz von Olenhusen verliehen. 1588 erwarb Joachim Götz von Olenhusen einen Teil der Feldflur des wüstgefallenen benachbarten Ortes Sidershusen von der Stadt Göttingen zunächst als Pfandbesitz. Nach einem Streit mit dem Göttinger Bürger Veltmann, der zu dem Lehen an dem 3,6 Kilometer südwestlich gelegenen Vorwerk Heißental auch den Siedershäuser Grund erwerben wollte,  kaufte Götz von Olenhusen das Lehen am Siedershäuser Grund von der Stadt Göttingen. Sein Nachkomme kaufte 1663 auch das Lehen am Vorwerk Heißental.
Das Rittergut Olenhusen gehörte politisch zunächst zum Amt Münden und wurde dann 1743 zum Gericht Leineberg verlegt. 1832 ging daraus das Amt Göttingen hervor.
Die Rechtsprechung für kleinere Vergehen lag in den Händen des Gutsherrn, bis Olenhusen mit der Aufhebung der Patrimonialgerichtsbarkeit 1851 zum Amtsgericht Friedland gelangte, das dann 1859 mit dem Amtsgericht Reinhausen zusammengelegt wurde.
Seit 1838 wurde das Gut in Eigenbewirtschaftung durch die Familie Götz von Olenhusen geführt. 1855 wurde das Gut durch die Ablösung der Lehnslasten freies Eigentum der Familie Götz von Olenhusen.
1885 wurde ein Gutsbezirk Olenhusen gebildet, der 1928 ebenso wie das Vorwerk Heißental der damals selbständigen Gemeinde Settmarshausen zugeordnet wurde. Gegen Ende des Zweiten Weltkriegs wurde ein Teil der Gutsgebäude durch Artilleriebeschuss zerstört, darunter das Herrenhaus mit der Gutskapelle.
Zur Siedlung Olenhusen gehören heute neben dem mit einer Mauer umgrenzten Gutshof noch mehrere jüngere Wohn- und Wirtschaftsgebäude.

## Kultur und Sehenswürdigkeiten

### Gutshof

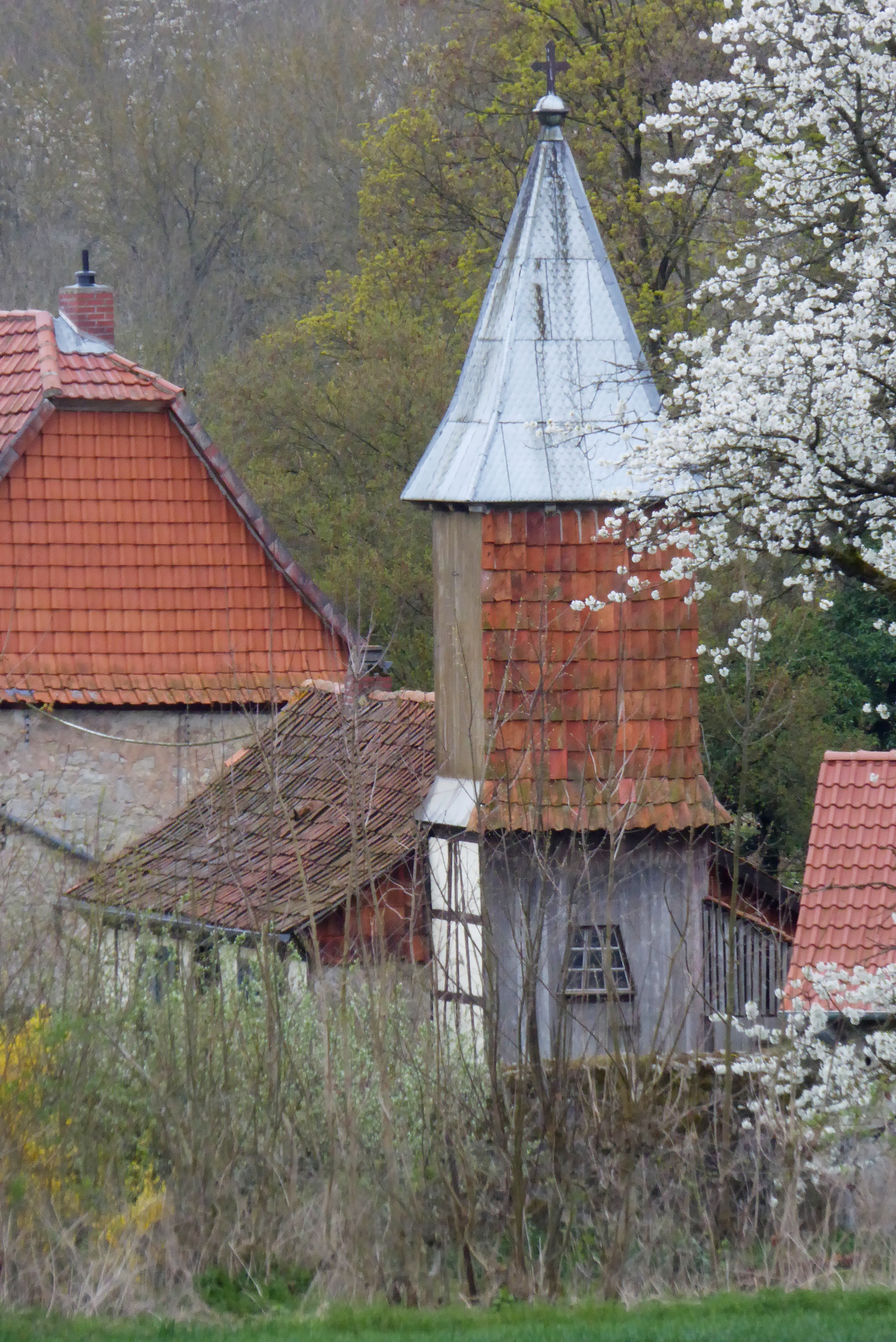
Kapelle des Gutshofes

Der unter Denkmalschutz stehende Gutshof ist mit der rudimentär erhaltenen, wahrscheinlich mittelalterlichen Befestigungsmauer und den verschiedenen Gebäuden aus unterschiedlichen Bauzeiten eine Besonderheit in Südniedersachsen. Vom Herrenhaus ist lediglich der etwa 13 Meter hohe runde Treppenturm erhalten, der seitdem das Bild der Gutsanlage prägt und früher möglicherweise auch als kleinerer Bergfried diente. Daneben ist auch die erst 1856 errichtete Fachwerkkapelle erwähnenswert, in die ein Teil der ehemaligen Befestigungsmauer integriert ist. Daneben befindet sich der etwa drei Meter hohe Turmstumpf eines Befestigungsturms.
Der zum Gut gehörende Park wurde wahrscheinlich im 18. Jahrhundert angelegt und hat eine Größe von etwa vier Morgen. Der benachbarte bewaldete Hang ist ebenfalls parkartig gestaltet, dort befindet sich das 1893 errichtete Erbbegräbnis der Familie Götz von Olenhusen. Ein Teil der ehemaligen Landwehr der Stadt Göttingen ist im Gutspark als doppelter Graben erhalten.
Der Gutshof ist nicht öffentlich zugänglich.

### Wandern und Radfahren
Nördlich und nordwestlich von Olenhusen führt in 600 Meter Entfernung der Weser-Harz-Heide-Radfernweg auf der ehemaligen Bahnlinie der Dransfelder Rampe vorbei. 750 Meter südlich des Gutes führt der Studentenpfad (Fernwanderweg X13) von Kassel nach Göttingen vorbei.

## Wirtschaft und Verkehr
Heute beherbergt das Gut Olenhusen außer dem Wohnsitz der Familie Götz von Olenhusen auch eine Reitanlage.
Die Siedlung ist über die Kreisstraße 34 mit den Nachbarorten Settmarshausen und Rosdorf verbunden, eine weitere Autostraße stellt die Verbindung nach Groß Ellershausen her. Über die Buslinie 131 des Verkehrsverbunds Süd-Niedersachsen von Mengershausen nach Varmissen ist Olenhusen an das Netz des öffentlichen Personennahverkehrs angebunden.